# Lohe-Rickelshof

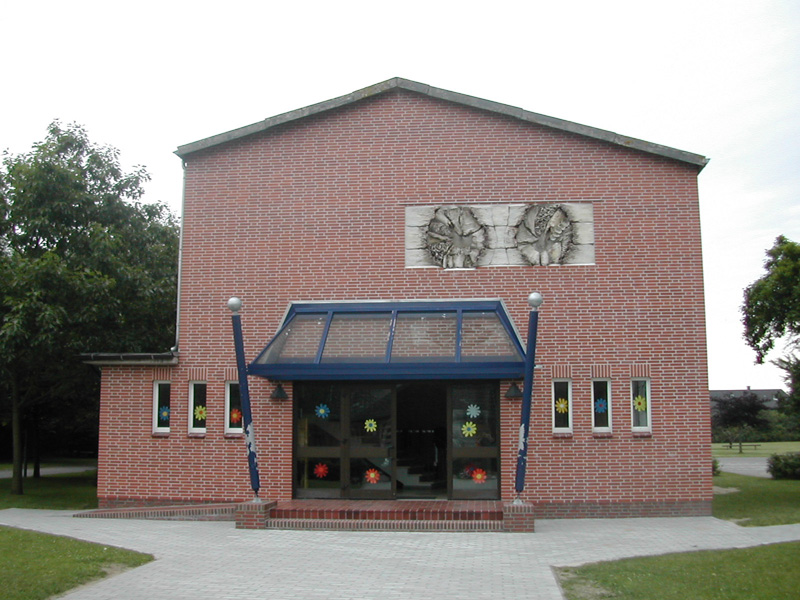
Die Grundschule Lohe-Rickelshof im Sommer 2002

Lohe-Rickelshof ist eine Gemeinde im Kreis Dithmarschen in Schleswig-Holstein.

## Geographie

### Geographische Lage
Das Gebiet der Gemeinde Lohe-Rickelshof erstreckt sich südwestlich von Heide am westlichen Rand des Naturraums der Heide-Itzehoer Geest. Im Süden bildet das Marschengewässer des Wöhrdener Marschenstroms die kommunale Grenze zur Gemeinde Lieth ab.

### Ortsteile
Lohe, Rickelshof, Friedrichswerk, Kuhweide und Nehring liegen im Gemeindegebiet.

### Nachbargemeinden
Nachbargemeinden sind im Uhrzeigersinn im Norden beginnend die Stadt Heide und die Gemeinden Hemmingstedt, Lieth, Wöhrden und Norderwöhrden (alle im Kreis Dithmarschen).

## Geschichte
Der Ortsteil Lohe wurde 1319 das erste Mal urkundlich erwähnt.
Am 1. April 1934 wurde die Kirchspielslandgemeinde Hemmingstedt aufgelöst. Alle ihre Dorfschaften, Dorfgemeinden und Bauerschaften wurden zu selbständigen Gemeinden/Landgemeinden, so auch Lohe und Rickelshof.
Die Gemeinde wurde am 1. Februar 1966 aus den ehemaligen Gemeinden Lohe und Rickelshof gebildet.

## Politik

### Gemeindevertretung
Bei der Kommunalwahl am 14. Mai 2023 wurden insgesamt 13 Sitze vergeben. Von diesen erhielt die Unabhängige Wählergemeinschaft Lohe-Rickelshof fünf Sitze, die SPD vier Sitze und die CDU und die Freie Wählervereinigung Lohe-Rickelshof zwei Sitze.

### Wappen
Blasonierung: „Von Silber und Rot schräglinks geteilt. Oben ein grüner Eichenzweig mit einem Blatt und einer Eichel, unten ein achtspeichiges, sechzehnzähniges silbernes Maschinenrad.“
Im zweigeteilten Wappen sind die beiden Ortsteile vertreten. Der Ortsteil Lohe bezeichnet eine lichte Waldung oder einen feuchten Hain. Im Hinblick auf diese Deutung des Ortsnamens steht der Eichenzweig im Wappen. Beide Orte entstanden als Ansiedlungen am bewaldeten Rand der Geest. Der Ortsteil Rickelshof wird durch ein Maschinenrad symbolisiert, da schon im 19. Jahrhundert eine Eisengießerei und Maschinenfabrik im Ort ansässig war.

## Wirtschaft und Infrastruktur
In der Gemeinde gibt es etwa 30 Betriebe, davon ein landwirtschaftlicher Vollerwerbsbetrieb und eine Maschinenbaufabrik.
Lohe-Rickelshof ist aufgrund seiner Lage eine beliebte Wohngegend. Die Gemeinde selbst ist sehr ruhig gelegen, jedoch erreicht man binnen weniger Minuten die Kreisstadt Heide. Dank der direkten Anbindung an die Bundesautobahn 23 kann man innerhalb einer Stunde Hamburg erreichen.
Bis 1991 wurde in Lohe-Rickelshof Öl für die Erdölraffinerie in Hemmingstedt gefördert, seitdem ist das Ölfeld nicht mehr wirtschaftlich.
Anfang 2022 gab das Batterieunternehmen Northvolt bekannt, nahe Heide eine Fabrik für Lithium-Ionen-Akkumulatoren errichten zu wollen; die angedachten Flächen liegen auf dem Gemeindegebiet von Norderwöhrden und Lohe-Rickelshof. In dem neuen Werk, das etwa 3000 Beschäftigten Arbeit bieten soll, sollen jährlich Batteriezellen mit ca. 60 GWh Kapazität hergestellt werden, was einer Million Elektroautos mit 60 kWh entspricht. Neben der Zellfertigung soll auch eine Recyclinganlage für alte E-Auto-Batterien entstehen. Als Ziel gab das Unternehmen an, die E-Auto-Batterien mit „dem geringsten ökologischen Fußabdruck in Kontinentaleuropa“ herzustellen, daher habe man sich für Heide entschieden, wo es aufgrund großer Mengen Strom aus Windenergie den saubersten Strom Deutschlands gebe. Zudem existiere eine gute Netzanbindung an Dänemark und Norwegen, die ebenfalls saubere Energie liefern könnten. Den Betrieb aufnehmen soll die Zellfertigung im Jahr 2025.

### Bildung
In Lohe-Rickelshof gibt es eine Grundschule (Neubau 1964 in der Kirchenallee) mit eigener Mehrzweckhalle und der Kindertagesstätte „Lütte Lüüd“. Im nahgelegenen Heide gibt es weiterführende Schulen, wie die Klaus-Groth-Schule (Gemeinschaftsschule), das Werner-Heisenberg-Gymnasium und das Gymnasium Heide Ost (GHO).

### Sport
Der lokale Sportverein TSV Lohe-Rickelshof bietet folgende Sparten: Badminton, Tennis, Damen-Gymnastik, Herrenturnen, Senioren-Gymnastik, Wandern, Tischtennis, Jugendfußball, Herrenfußball, Alt-Herrenfußball, Step-Aerobic, Laufgruppe und Kinderturnen.

## Söhne und Töchter der Gemeinde
- Hans Bothmann (1911–1946), SS-Hauptsturmführer und Kommandant des Vernichtungslagers Kulmhof (Konzentrationslager Chelmno)
- Ferdinand Stümer (1922–2010), deutscher Gewerkschafter und Politiker (SPD)
- Ernst Breit (1924–2013), Vorsitzender des DGB (1982–1990)
- Günther Wiese (* 1928), Rechtswissenschaftler
- Lüder Deecke (* 22. Juni 1938), Neurowissenschaftler